# Syczek (zwyczajny)
Syczek (zwyczajny) (Otus scops) – gatunek średniej wielkości ptaka z rodziny puszczykowatych (Strigidae), zamieszkujący południową i wschodnią Europę, zachodnią i środkową Azję oraz północno-zachodnią Afrykę. Gatunek wędrowny (przeloty IX–X i II–IV), zimuje na południowych krańcach Europy i w Afryce Subsaharyjskiej. Do Polski zalatuje sporadycznie – do końca 2021 stwierdzony około 24 razy. Dawniej być może był lęgowy. Próby lęgów zaobserwowano w 2013 i 2019 roku.

## Podgatunki i zasięg występowania
Wyróżnia się 5 lub 6 podgatunków, które zamieszkują:
- O. s. scops (Linnaeus, 1758) – syczek (zwyczajny) – Francja, Włochy i wyspy w środkowej części Morza Śródziemnego na wschód aż po Wołgę i Kaukaz
- O. s. mallorcae von Jordans, 1923 – Półwysep Iberyjski, Baleary i północno-zachodnia Afryka
- O. s. cycladum (Tschusi, 1904) – południowa Grecja i Kreta po południową Turcję, Syrię i Jordanię
- O. s. turanicus (Loudon, 1905) – Irak do północno-zachodniego Pakistanu
- O. s. pulchellus (Pallas, 1771) – Kazachstan po południową Syberię i zachodnie Himalaje
- O. s. cyprius (Madarász, 1901) – syczek cypryjski[5] – Cypr. Część autorów, np. Międzynarodowy Komitet Ornitologiczny (IOC), uznaje go za osobny gatunek.

## Charakterystyka
Wygląd zewnętrznyJedna z najmniejszych sów, wielkości drozda. Rozmiarami przypomina pójdźkę, ale sylwetka jest smukła, z długimi skrzydłami i dużą głową zakończoną „uszami” z piór, wyglądającymi jak rogi. W spoczynku „uszy” są zwykle mało widoczne; syczek stawia je, gdy jest zaniepokojony. Obie płci podobnie ubarwione. Upierzenie szarobrązowe lub rudawe z kreskowaniem i prążkowaniem, ciemnym od spodu i jasnym z wierzchu. Rysunek ten przypomina korę, dzięki czemu sowa doskonale się maskuje podczas dziennego spoczynku. Lotki pierwszorzędowe i ogon jasne, poprzecznie prążkowane. Szlara niewyraźna, oczy jasnożółte. Młode ubarwione podobnie jak dorosłe.
Rozmiarydługość ciała ok. 19–22 cm, rozpiętość skrzydeł ok. 49–54 cm
Masa ciałaok. 80–100 g
GłosKrótkie, monotonne gwizdy, powtarzane co 2–3 sekundy, nieco podobne do głosu sóweczki. Można go też pomylić z głosem płaza – pętówki, który jednak odzywa się ostrzej i krócej. Jest to głos terytorialny, wydawany przez osobniki obu płci, z tym że u samic jest on wyższy i mniej donośny. Syczki nawołują zwykle siedząc na drzewie liściastym lub ewentualnie na słupie czy drucie telefonicznym. Największą aktywność głosową wykazują od kwietnia do pierwszej połowy czerwca, ze szczytem w maju. W ciągu doby ich głos można usłyszeć od zmierzchu do świtu, szczególnie podczas jasnych, ciepłych i bezwietrznych nocy.
ZachowanieAktywny tylko nocą. W dzień przebywa blisko pnia drzewa lub gęstego krzewu. Mało płochliwy, nie jest skryty. Gniazduje w pobliżu człowieka i toleruje jego obecność.

## Środowisko
Zamieszkuje obszary suche, o łagodnym klimacie, z luźnymi zadrzewieniami. Są to zwykle tereny nizinne lub pagórkowate z kępami starych, liściastych drzew, a także stare gaje, parki, sady i ogrody. Często spotykany w krajobrazie rolniczym. Na terenach górzystych wybiera południowe i zachodnie stoki.

## Pożywienie
Prawie wyłącznie owady (motyle, błonkówki, szarańczaki, ważki, muchówki, żuki) oraz inne bezkręgowce: pająki czy dżdżownice. Rzadziej chwyta też płazy, małe ptaki lub gryzonie. Poluje spadając szponami na ofiarę z wyniesionego punktu, lub też szuka pokarmu na piechotę i chwyta go dziobem. Wypluwki są niewielkie i zawierają głównie pancerze chitynowe owadów.

## Lęgi

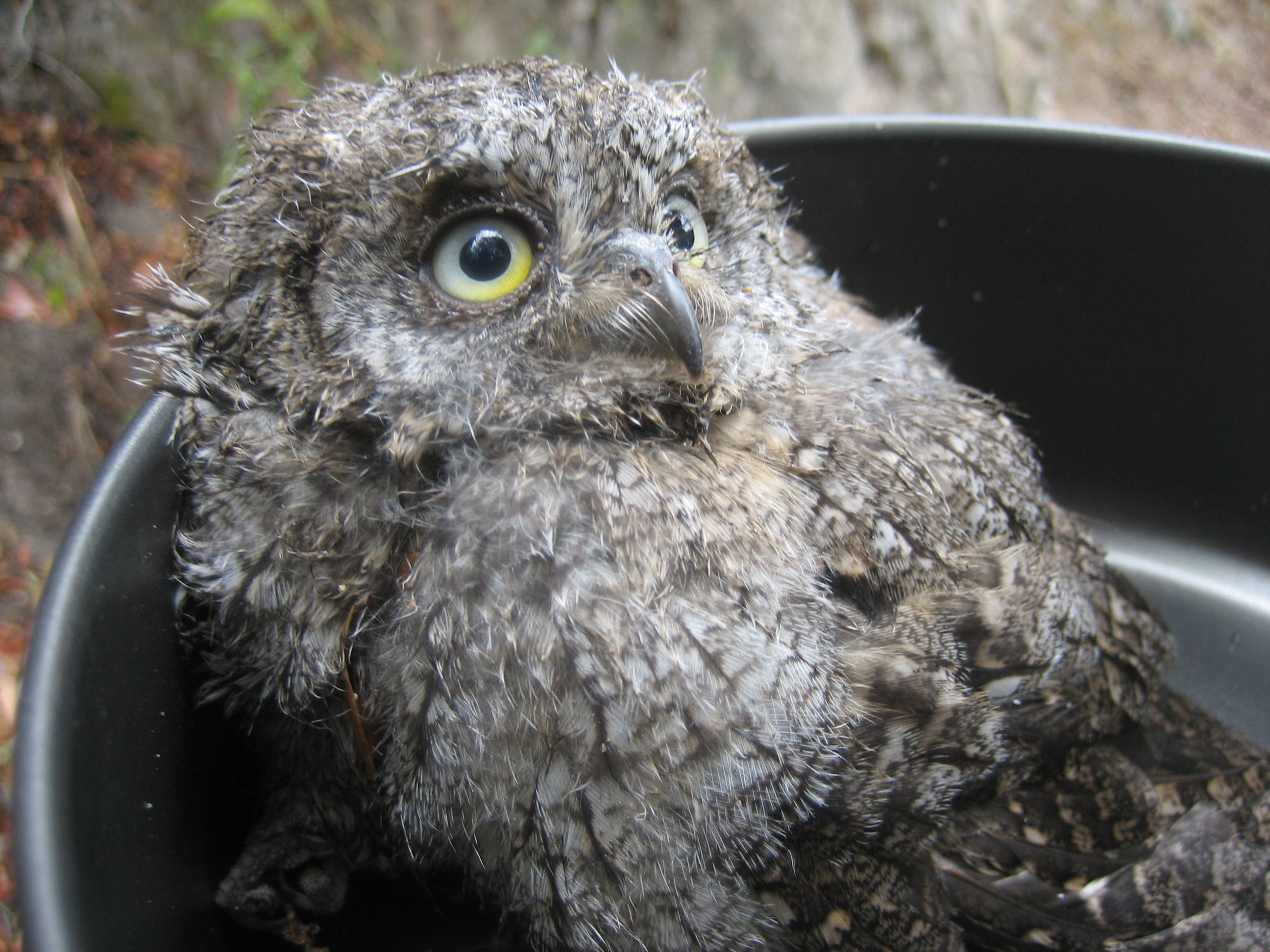
Pisklę syczka

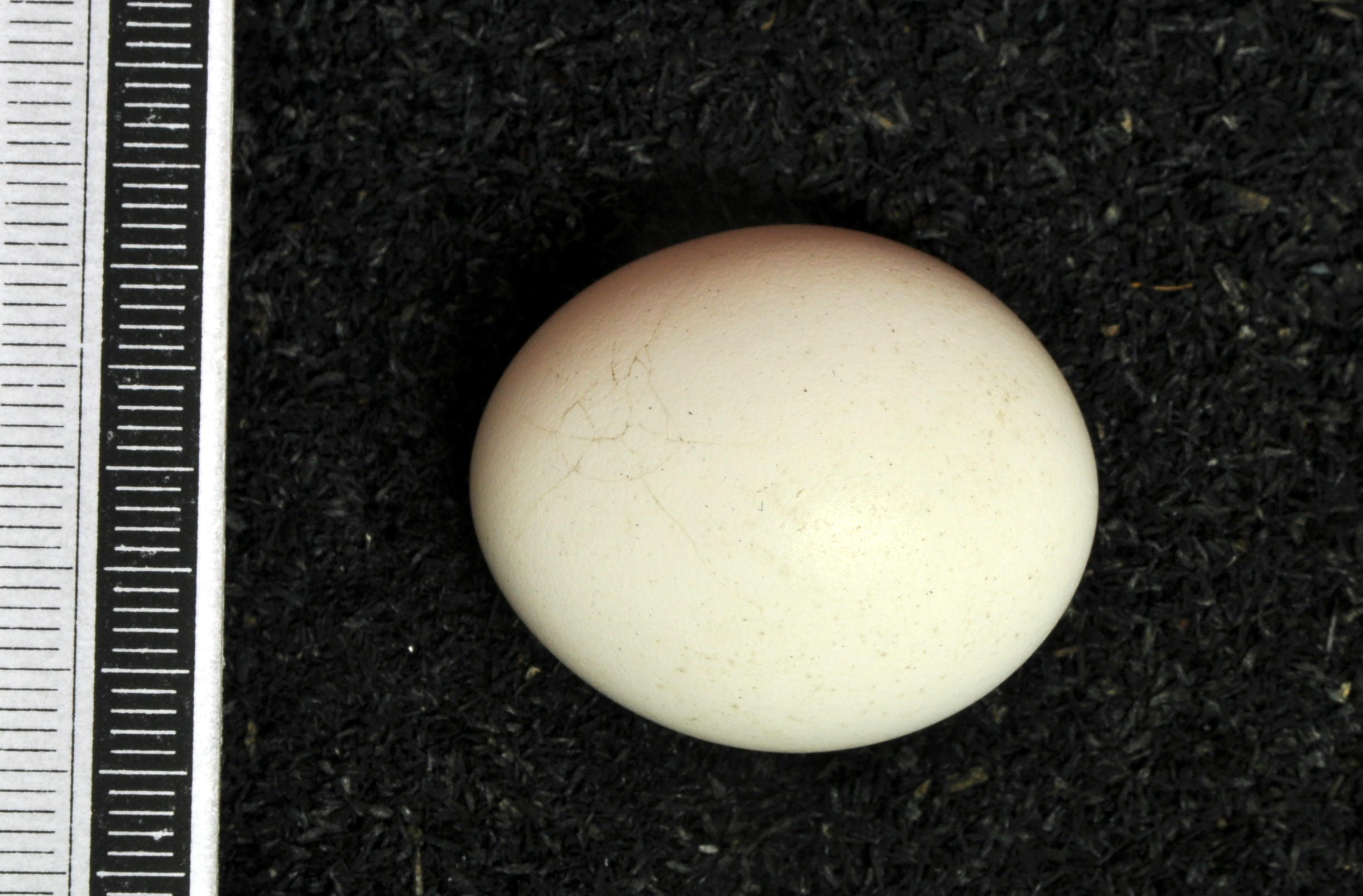
Jajo z kolekcji muzealnej

Wyprowadza jeden lęg w roku, w maju. Wyjątkowo, po stracie pierwszego lęgu, może przystępować do drugiego w lipcu.
GniazdoPrzeważnie w dziupli lub wnęce budynku, a tylko wyjątkowo zajmuje gniazda srok lub wron. Chętnie zajmuje skrzynki lęgowe. Średnica otworu dziupli nie może być mniejsza niż 6 cm, natomiast nie musi być ona umieszczona wysoko – znajdowano zajęte dziuple nawet na wysokości 1,5 m. Gniazdo nie jest przystosowywane przez syczka przed rozpoczęciem lęgu.
Jaja i wysiadywanieSamica składa 3–6 okrągłych, białych i nieco połyskujących jaj, o średnich wymiarach 32 × 27 mm. Wysiadywanie (wyłącznie przez samicę) trwa ok. 24–25 dni i zaczyna się po złożeniu 2–3 jaja. Raz w ciągu nocy samica wylatuje na żer, wtedy samiec ją zastępuje.
PisklętaPisklęta klują się niejednocześnie, jest więc między nimi różnica w wielkości. W momencie wyklucia są ślepe, otwierają oczy po ok. 5 dniach. Opiekują się nimi oboje rodzice. Po 15 dniach młode wyglądają z dziupli i u jej wejścia odbierają przynoszony pokarm. W 21–29 dniu, kiedy nie są jeszcze w pełni lotne, opuszczają gniazdo i już do niego nie wracają. Zaczynają dobrze latać w 30–40 dniu życia, mniej więcej wtedy też uczą się polować. Pozostają jeszcze pod opieką rodziców do ok. 50 dnia życia. Dojrzałość płciową osiągają w następnym roku.

## Status i ochrona
Międzynarodowa Unia Ochrony Przyrody (IUCN) uznaje syczka za gatunek najmniejszej troski (LC – least concern). Liczebność światowej populacji, obliczona w oparciu o szacunki organizacji BirdLife International dla Europy z 2015 roku, mieści się w przedziale 790 000 – 1 400 000 dorosłych osobników. Globalny trend liczebności populacji uznaje się za spadkowy. Od 2019 roku IUCN traktuje syczka cypryjskiego (O. s. cyprius) jako odrębny gatunek i także zalicza go do kategorii najmniejszej troski. Jego liczebność szacowana jest (2015) na 10–24 tysiące dorosłych osobników, ale jej trend nie jest znany.
W wielu krajach europejskich notuje się silny spadek liczebności syczków, nawet do 50%. Są to: Włochy, Francja, Hiszpania, Austria, Szwajcaria, Słowacja. Wśród możliwych przyczyn tego spadku wymienia się przede wszystkim:
- zmiany w użytkowaniu pól i łąk oraz intensyfikację rolnictwa
- kurczenie się naturalnych środowisk występowania syczka, spowodowane urbanizacją, wycinaniem sadów i alei drzew
- śmiertelność podczas migracji.

W Polsce syczek objęty jest ścisłą ochroną gatunkową.